# قانون الانتعاش وإعادة الاستثمار الأمريكي لعام 2009
قانون الانتعاش وإعادة الاستثمار الأمريكي لعام 2009 الملقب بقانون الانتعاش هو عبارة عن حزمة تحفيز أصدرها الكونغرس الأمريكي الحادي عشر ووقعها الرئيس باراك أوباما في قانون في فبراير 2009.

## نبذة
تم التطوير في استجابة للركود العظيم، كان الهدف الأساسي لـ قانون الانتعاش وإعادة الاستثمار الأمريكي هو توفير الوظائف الحالية وخلق وظائف جديدة في أسرع وقت ممكن. من بين الأهداف الأخرى توفير برامج إغاثة مؤقتة للمتضررين من الركود والاستثمار في البنية التحتية والتعليم والصحة والطاقة المتجددة.

## التكاليف
قدرت التكلفة التقريبية لحزمة التحفيز الاقتصادي بنحو 787 مليار دولار في وقت الدراسة، وتم تنقيحها لاحقًا إلى 831 مليار دولار بين عامي 2009 و 2019.

## الأهداف
كان الأساس المنطقي لـ قانون الانتعاش وإعادة الاستثمار الأمريكي يستند إلى نظرية اقتصاد كينزي التي مفادها أنه خلال فترات الركود، يجب على الحكومة تعويض الانخفاض في الإنفاق الخاص بزيادة في الإنفاق العام من أجل توفير الوظائف ووقف المزيد من التدهور الاقتصادي.